# Ceratocapsus tricolor
Ceratocapsus tricolor är en insektsart som beskrevs av Knight 1927. Ceratocapsus tricolor ingår i släktet Ceratocapsus och familjen ängsskinnbaggar. Inga underarter finns listade i Catalogue of Life.